# Сконе (лен)
 Тази статия е за административната единица.  За историческата провинция вижте Сконе (провинция).  
Лен Сконе (на шведски: Skåne län) е лен в южна Швеция. Граничи на север с лените Халанд и Крунубери, на североизток с лен Блекинге, а голяма част има излаз на море – Балтийско и протока Категат. Административен център на лена е град Малмьо.

## Общини в лен Сконе
В рамките на административното си устройсто, лен Сконе се разеделя на 33 общини със съответно население към 31 декември 2013 :
| |
| - Бостад (Båstad) с население 14 275 души; - Брумьола (Bromölla) с население 12 336 души; - Бурльов (Burlöv) с население 17 114 души; - Бюв (Bjuv) с население 14 801 души; - Велинге (Vellinge) с население 33 807 души; - Есльов (Eslöv) с население 31 920 души; - Енгелхолм (Ängelholm) с население 39 866 души; - Йоркелюнга (Örkelljunga) с население 9653 души; - Йостра Йоинге (Östra Göinge) с население 13 687 души; - Клипан (Klippan) с население 16 715 души; - Криханстад (Kristianstad) с население 81 009 души; - Ландскруна (Landskrona) с население 43 073 души; - Лома (Lomma) с население 22 496 души; - Лунд (Lund) с население 114 291 души; - Малмьо (Malmö) с население 312 994 души; - Осбю (Osby) с население 12 713 души; - Осторп (Åstorp) с население 14 927 души; - Перщорп (Perstorp) с население 7139 души; - Свальов (Svalöv) с население 13 332 души; - Сведала (Svedala) с население 20 067 души; - Симрисхамн (Simrishamn) с население 18 951 души; - Скюруп (Skurup) с население 15 025 души; - Стафансторп (Staffanstorp) с население 22 672 души; - Трелебори (Trelleborg) с население 42 837 души; - Тумелила (Tomelilla) с население 12 891 души; - Хелсингбори (Helsingborg) с население 132 989 души; - Хеслехолм (Hässleholm) с население 50 227 души; - Хьоганес (Höganäs) с население 25 084 души; - Хьойор (Höör) с население 15 637 души; - Хьорбю (Hörby) с население 14 917 души; - Шевлинге (Kävlinge) с население 29 600 души; - Шьобу (Sjöbo) с население 18 401 души; - Юстад (Ystad) с население 28 623 души; |